# Maldón
Maldón es un editor de juego de mesa y juegos de cartas de Argentina. Creada en 2008 por los hermanos Candelaria y Agustín Mantilla. Tiene un catálogo de 30 juegos publicados y comercializados, entre los que se encuentran licencias internacionales de autores como Reiner Knizia y Wolfgang Warsch. En 2018, su juego El Camarero obtuvo el premio Alfonso X al «mejor juego de diseño argentino».
En 2023, el juego Flamencos ganó el Premio Poncho en la categoría mejor juego de mesa infantil del año 2022, mientras tanto Flamencos como El jardinero fueron finalistas en la categoría infantil 2022 de los Alfonso X.
Uno de los aspectos destacados de los juegos editados originalmente por Maldón son las ilustraciones de artistas reconocidos como Liniers, Isol, Alberto Montt o Tute.

## Juegos publicados
Algunos de los juegos publicados por Maldón
- El Erudito (2008) Ilustrado por Liniers[4]
- El Melómano (2009) Ilustrado por Max Aguirre
- El Memorioso (2009) Ilustrado por Tute[10]
- El Pasajero (2011) Ilustrado por Tony Ganem
- El Señor Dix (2011) Ilustrado por Agustín Paillet
- El Switcher (2012) Ilustrado por Decur
- El Cinéfilo (2013) Ilustrado por Andrés Miguens
- El Futbolero (2014) Ilustrado por Tony Ganem
- El Macanudo (2015) Ilustrado por Liniers
- La Macarena (2016) Ilustrado por Alberto Montt
- El Camarero (2018) Ilustrado por Nacho Rodríguez
- El Ilustrado (2019) Ilustrado por Andrés Miguens
- El Tiburón (2020) Ilustrado por Isol
- Shiki (2020) Ilustrado por Flor Kaneshiro
- Atenea (2020) Ilustrado por Pupé
- Valdés (2021) Ilustrado por Maru Guerrico
- Derby (2021) Ilustrado por Mariana Sabattini
- Flamencos (2022) Ilustrado por Claudia Legnazzi
- Figo (2022) Ilustrado por Tony Ganem
- El jardinero (2022) Ilustrado por Caveman
- Pim Pam Pum (2022) Ilustrado por Cristian Turdera
- Triplets (2022) Ilustrado por Agustina Yovino
- Retro Park (2023) Ilustrado por Matías Trillo

## Juegos licenciados
Maldón también licencia juegos internacionales y los localiza en el mercado latinoamericano, especialmente el argentino. Alguno de estos juegos son Azul, Just One, o The Mind.